# Pacific Islands Forum
Pacific Islands Forum of Forum des îles du Pacifique is een intergouvernementele organisatie die de samenwerking bevordert tussen 18 landen uit Oceanië. Het werd op 5 augustus 1971 in Wellington (Nieuw-Zeeland) gesticht als het ‘South Pacific Forum’. In 2000 werd de naam uiteindelijk veranderd naar ‘Pacific Islands Forum’.

## Leden
- Australië
- Cookeilanden
- Fiji
- Frans-Polynesië
- Kiribati *
- Marshalleilanden *
- Micronesië *
- Nauru *
- Nieuw-Caledonië
- Nieuw-Zeeland
- Niue
- Palau *
- Papoea-Nieuw-Guinea
- Salomonseilanden
- Samoa
- Tonga
- Tuvalu
- Vanuatu

Uit onvrede met de benoeming van secretaris-generaal Henry Puna in februari 2021 besloten enkele landen hun lidmaatschap op te zeggen. Deze landen zijn aangegeven met een asterisk (*).

## Geassocieerd lid
- Tokelau